# Gare d'Owen Sound (Canadien Pacifique)
La  gare d’Owen Sound (Canadien Pacifique) à Owen Sound, en Ontario, est une ancienne gare du Canadien Pacifique. Elle est une gare ferroviaire patrimoniale construite en style international entre 1946-1947. Elle se trouve dans le port de la ville d'Owen Sound, entre les docks et les voies ferrées .

## Histoire

### Situation ferroviaire
La gare se trouvait sur un embranchement construit en 1868 par la Toronto Grey and Bruce Railway Company (TGBR) qui l'a loué à l' Ontario and Quebec Railway Company en 1881. Le Canadien Pacifique a loué l'embranchement à perpétuité en 1884 du Ontario and Quebec Railway Company. Tronçon de la subdivision Owen Sound, l'embranchement file à travers le paysage d'un point situé près d'Orangeville (point milliaire 36,7) jusqu'à Owen Sound (point milliaire 107,7)  pour une distance totale de 71 milles .
La Toronto, Grey and Bruce Railway Company arrive à Owen Sound en 1873 et construit une première gare en ville. Au fil des ans, le TGBR devient partie du système du Canadien Pacifique . L'Office des transports du Canada note dans sa décision en 1995 "que l'embranchement n'est pas actuellement rentable, qu'il n'y a aucun motif de croire qu'il puisse devenir rentable dans un avenir prévisible et que, par conséquent, son exploitation doit être abandonnée." L'Office note des pertes annuelles sur l'embranchement d'environ 1,4 million de dollars en moyenne .

### Patrimoine de la gare

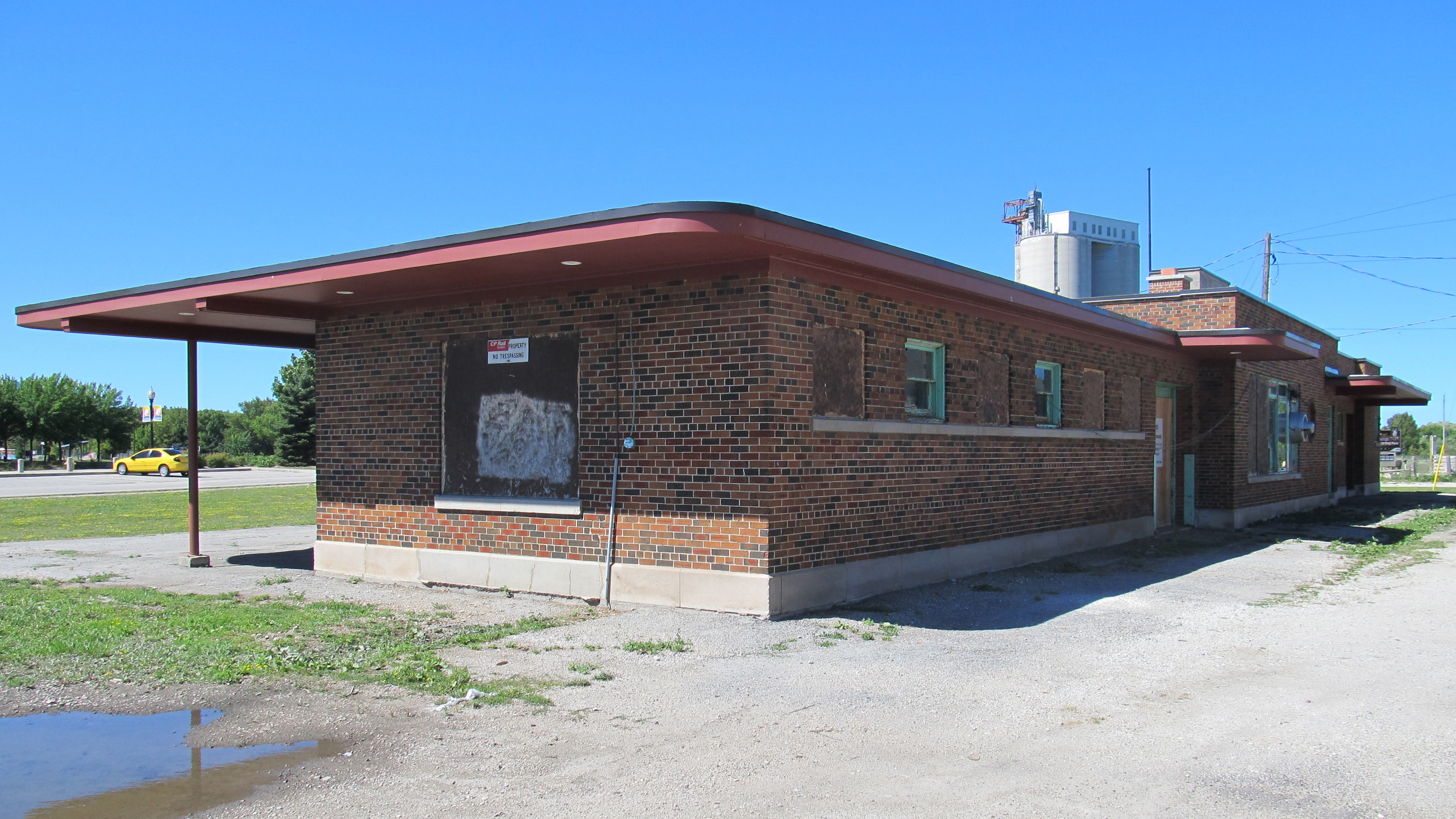
Platforme de la gare.

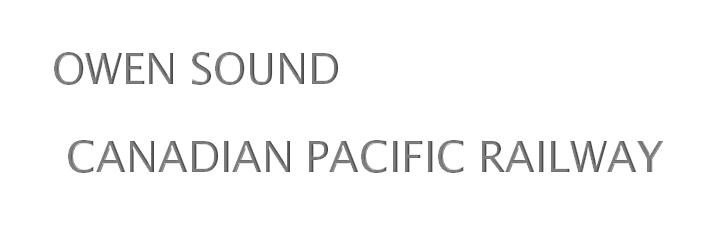
Texte représentant le nom de la gare tel qu'il serait affiché lors du service ferroviaire.

La gare actuelle est « un bel exemple du programme de modernisation que le CP a mis en œuvre après la Deuxième Guerre mondiale ». Le Canadien Pacifique construit six gares de styles similaires entre 1945 et 1948, donc la gare d’Owen Sound est la plus avancée de ce groupe . La gare de Leaside (Toronto) est construite dans un style similaire au coût de 145 000$, ouvre aussi en 1946.
Le bâtiment est demeuré pratiquement inchangé depuis sa construction. Il est de plain-pied avec un long volume bas à toit plat, entrecoupé « d'une cage d'escalier au profil aérodynamique parée de pierre calcaire ». Les murs supérieurs de la gare sont construits avec de la brique marbrée sur une base en calcaire. La gare, étant située à proximité des quais, montre des éléments nautiques, notamment une cage d'escalier ressemblant à une proue de bateau et des hublots. L’intérieur de la gare est bien conservé avec des finitions de l’époque : des panneaux de contreplaqué horizontaux en bouleau, du noyer moiré, de la brique de verre, des murs incurvés, une salle d'attente avec des carreaux de carrière rouge luisant, des planchers en béton lisse et des carreaux acoustiques au plafond. Le guichet de la billetterie est en métal et en brique de verre. Nous remarquons aussi les accessoires en aluminium estampé des rampes fluorescentes et des meubles de cuir et chromés dans la salle d'attente .

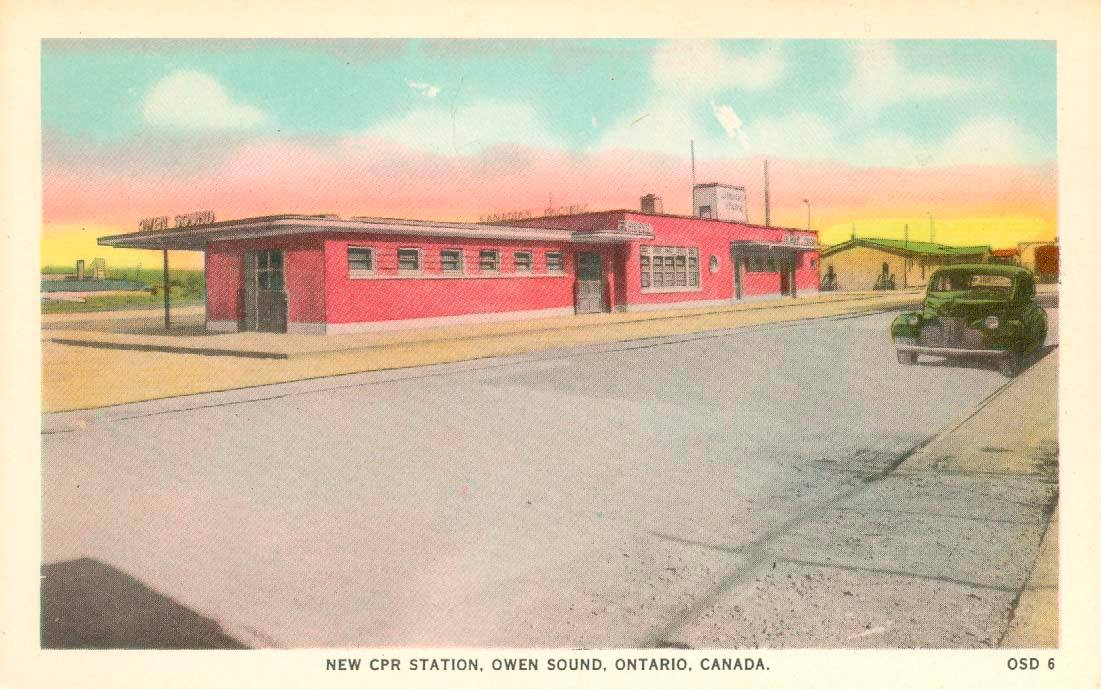
Carte postale montrant la "nouvelle" gare d'Owen Sound.

La gare est conçu en interne au Canadien Pacifique, sous le Bureau de l'ingénieur en chef du chemin de fer. Colin Drewitt, l'architecte interne du CP, signe les plans pour la gare le 11 février 1946 à Montréal. Drewitt a conçu la plupart des gares d'après-guerre pour le Canadien Pacifique (et travaille pour le chemin de fer aussi tard qu'en 1952 ). On note aussi l'usage de police d'écriture "20th Century" pour le nom du chemin de fer et de la ville sur la gare .

### Fermeture et transformation
La gare ferme au service passager en 1970. Le service de fret arrête au début des années 1990 et le Canadien Pacifique quitte les lieux en 1994. Les rails sont levés en 1995. 

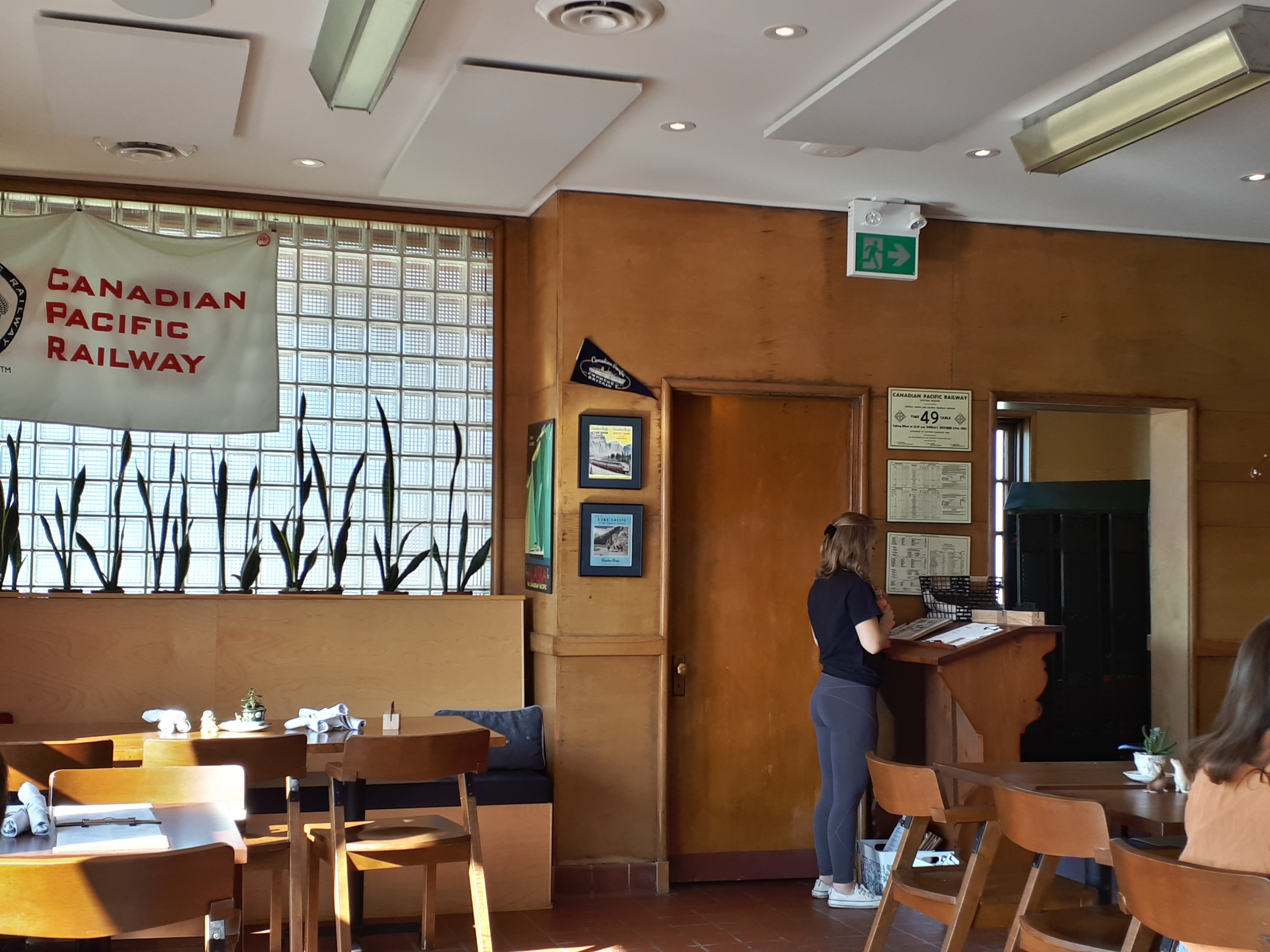
La gare en tant que gastro-pub en 2019. Nous remarquons les luminaires, les lambris de bouleau et les planchers en carrelage, tous originaux.

La ville d’Owen Sound achète la gare du gouvernement canadien en 2010 pour 153 500 $. Au fil des ans, environ 200 000 $ a été dépensé pour réparer le toit, l’auvent, les fenêtres et les portes de l'édifice . La ville protège la gare sous la Loi sur le patrimoine de l'Ontario, Partie IV, depuis 2010 .  
La gare fait partie des "Journées Portes-Ouvertes" en 2013, offrant des visites aux lieux patrimoniaux d'Owen Sound. La gare est "libéré de l'encombrement [intérieur], mais montrant son âge" selon un journal local. Ceci marque probablement la première fois depuis 1970 que le public aurait la chance d'y entrer (depuis l'abandon du service passager en 1970)  .
Un plan pour la réutilisation de la gare est mise en place entre 2014 et 2016 avec un locataire potentiel . Ce locataire ne poursuit pas le plan, et la gare reste vide. En 2017, une famille locale décide d'y mettre leur idée pour ouvrir un restaurant et brasserie au conseil municipal. On accepte la proposition et on offre un bail sur le bâtiment de 15 ans, avec possibilité de deux renouvellements de cinq ans. Depuis que la ville a acheté la gare, elle a dépensé environ 200 000 $ (venant principalement de subventions) pour réparer l'extérieur du bâtiment, y compris le toit, les fenêtres et les portes. On doit aussi faire face à de l'amiante, de la moisissure et de la peinture au plomb à l'intérieur de la gare .
Un gastropub et brasserie ouvre sur les lieux en 2018, le "Mudtown Station" (Gare de la ville de boue) , avec une capacité de 80 patrons et un autre 80 sur le patio dehors .
Le restaurant gagne le Prix du lieutenant-gouverneur pour l’excellence en matière de conservation du patrimoine ontarien en 2018. Selon l'annonce: " L’intérieur de l’édifice a été revitalisé grâce à 595 heures de travail bénévole, et il a fallu pour cela relever des défis importants – notamment pour réparer les dégâts importants causés par un incendie. Mudtown Station s’est appuyée sur sa vision et ses ressources pour transformer une gare ferroviaire moderne en local commercial contemporain dans une optique de conservation intégrée. Le restaurant et le bistrot-brasserie attirent plus de gens dans la zone portuaire d’Owen Sound, et l’endroit est devenu une destination prisée." .